# Ewa Małkowska-Bieniek
Ewa Małkowska-Bieniek (ur. 2 września 1963 w Warszawie) – historyczka sztuki, muzealniczka, kuratorka wystaw, pisarka. 

## Życiorys
Ukończyła historię sztuki na Uniwersytecie Warszawskim oraz studia podyplomowe PR w Instytucie Stosowanych Nauk Społecznych UW i Instytucie Filozofii i Socjologii Polskiej Akademii Nauk. Zawodowo związana była z Instytutem Sztuki PAN, Muzeum Historii Żydów Polskich POLIN, Państwowym Muzeum Etnograficznym, Muzeum Getta Warszawskiego, AMA Film Academy. Współpracuje z czasopismem Stolica.
W latach 1992–1995 jako współwłaścicielka Galerii 32 w Warszawie współpracowała ze Stowarzyszeniem Twórców Form Złotniczych. W 1992 roku zasiadała w jury Ogólnopolskiego Konkursu Sztuki Złotniczej Przestrzeń w Legnicy.
W latach 2008–2013 współtworzyła Wystawę Stałą w Muzeum Historii Żydów Polskich (Galeria Miasteczko), a następnie w 2014 r. była kuratorką wystawy czasowej „Warszawa, Warsze”, która trwała od 28 marca do 30 czerwca 2014 roku i była pierwszą wystawą, która prezentowała osadnictwo żydowskie na terenie całej przedwojennej Warszawy. Wystawa została nagrodzona honorowym wyróżnieniem przyznanym przez Samorząd Województwa Mazowieckiego w IX edycji konkursu „Mazowieckie Zdarzenia Muzealne – Wierzba”.
W latach 2018–2020 jako kuratorka galerii azjatyckiej współtworzyła wystawę stałą Afrykańskie wyprawy, azjatyckie drogi w Państwowym Muzeum Etnograficznym. 
Jest autorką scenariusza, tekstów i ikonografii do aplikacji mobilnej Warszawa, Warsze, wydanej w 2016 roku, autorką scenariusza do filmu dokumentalnego Mój 1968, którego premiera odbyła się w 2018 r. w Klubokawiarni Babel oraz do słuchowiska Gdy powstawało warszawskie getto (2019).

## Wybrane publikacje
- Synagoga na Tłomackiem, PWN (1991)[10]
- Tłomackie – zarys historyczny  [w] „Historyczne place Warszawy" (1995)[potrzebny przypis]
- MHŻP jako przykład muzeum narracyjnego [w] „Kultura i Turystyka, razem, ale jak” (2009)[potrzebny przypis].
- Polskie judaika jako magnes turystyczny w „Turystyka kulturowa” (2009)[11].
- Żydzi polscy. Historie niezwykłe (wybrane biogramy) 2010[12].
- Opowieść o Przymierzu i czasach ostatecznych. Próba analizy ikonograficznej malowideł sklepienia synagogi w Gwoźdźcu [w] Biuletyn Historii Sztuki 2/2013[potrzebny przypis]
- Polin 1000 lat historii Żydów polskich; Miasteczko (komentarze kuratorskie) (2014)[potrzebny przypis]
- Warszawa, Warsze: Żydowska Warszawa, warszawscy Żydzi, Polin (2014)[potrzebny przypis]
- Wspólnicy i rywale. Koleje życia Kronenbergów i Blochów, CM (2019)[13]
- Wybrane obiekty z kolekcji Państwowego Muzeum Etnograficznego w Warszawie konstruujące narrację galerii azjatyckiej na wystawie "Afrykańskie wyprawy, azjatyckie drogi" [w] Etnografia Nowa nr 11 (2021)[14]
- Bohaterki drugiego planu. Buchholtz, Auerbach oraz Berman CM (2022)[13]
- Biogram: Woźna Zofia[potrzebny przypis] (2024)
- Biogram: Temkin-Berman Barbara[potrzebny przypis] (2024)